# Miaow
Miaow (englisch für miauen) ist ein Musikalbum der britischen Pop-Band The Beautiful South aus dem Jahr 1994.

## Hintergrund
Das 54-minütige Album wird dem Alternativen Rock zugeordnet und wurde im Herbst 1993 aufgenommen. Es erschien beim Label Go! Discs und beinhaltet zwölf Lieder, von denen sich drei in den britischen Single-Charts platzieren konnten: Good As Gold auf Platz 23, Everybody’s Talkin’ auf Platz 12, sowie Prettiest Eyes auf Platz 37.
Die Texte wurden größtenteils von Dave Rotheray und Paul Heaton, wie auch bei den meisten anderen Alben der Band, verfasst. Sie beschreiben einen depressiven Moment in Heatons Leben.
Wegen der Lieder Mini-Correct und Worthless Lie entschied sich die Sängerin Briana Corrigan, die Band zu verlassen. Sie wurde nach dem Album durch Jacqui Abbott ersetzt.
Das Cover zeigt vier Hunde, die in einem Boot sitzen, das in einem Gewässer mit hohen Wellen ausgesetzt ist. Ursprünglich sollte ein anderes Bild verwendet werden.
In Großbritannien erreichte das Album in den Charts Platz sechs.

## Soundtrack

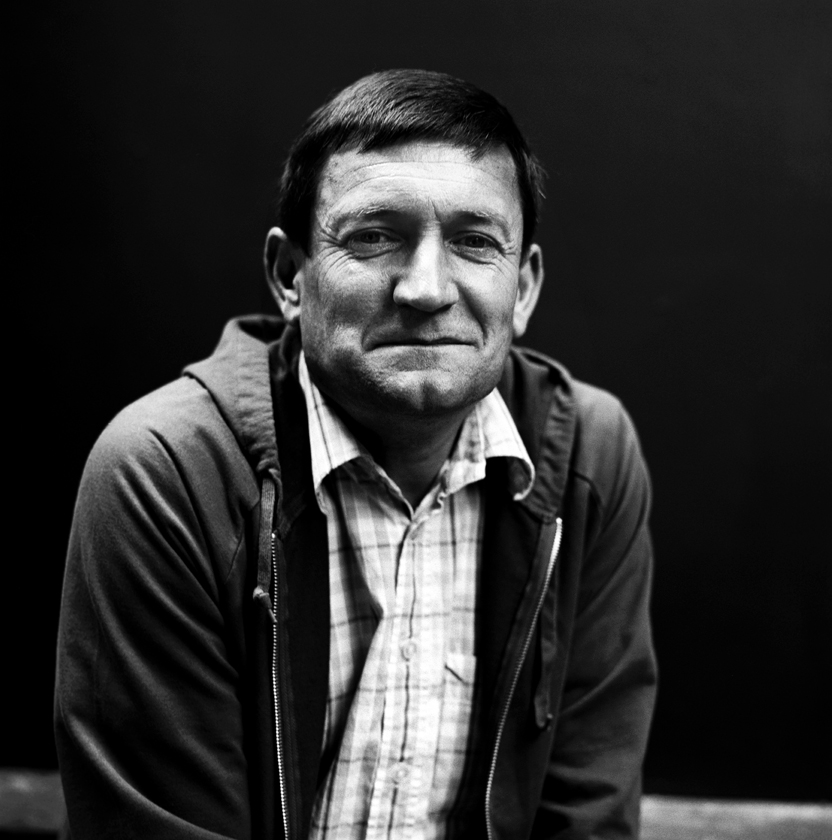
Paul Heaton,
ein Songwriter und Sänger

Die Songtexte wurden, bis auf Everybody’s Talkin’, das von Fred Neil geschrieben wurde, von Paul Heaton und Dave Rotheray verfasst.
| Track | Titel                        | Länge (in min.) |
| ----- | ---------------------------- | --------------- |
| 1.    | Hold On to What?             | 6:28            |
| 2.    | Good As Gold (Stupid As Mud) | 3:50            |
| 3.    | Especially for You           | 3:49            |
| 4.    | Everybody’s Talkin’          | 2:38            |
| 5.    | Prettiest Eyes               | 4:10            |
| 6.    | Worthless Lie                | 6:40            |
| 7.    | Hooligans Don’t Fall in Love | 4:46            |
| 8.    | Hidden Jukebox               | 3:26            |
| 9.    | Hold Me Close (Underground)  | 5:28            |
| 10.   | Tattoo                       | 4:42            |
| 11.   | Mini-Correct                 | 3:48            |
| 12.   | Poppy                        | 4:29            |

## Inhalt
Hold On to What?Das Lied handelt von einer Frau, die 20 Jahre alles gegeben hatte, jedoch dennoch am Ende nichts mehr hatte. Daraufhin fragt sie einen Fahrer nach Stelzen, um an die Spitze zu kommen. 60 Jahre später sitzt der Mann in einem Park, wo die Frau starb.
Good As GoldIn Good as Gold beschreibt der Sänger, dass er unabhängig bleiben und wie bis dahin geschehen weitermachen will, aber dennoch vorhat, seine Ziele zu erreichen.
Especially for YouIn Especially For You wird der Zuhörer von den Musikern direkt angeredet. Dieser soll die Musik nur kaufen, wenn er einsam ist. Im weiteren Verlauf wird dem Zuhörer weiter eingeredet, dass das Lied lediglich für ihn bestimmt sei.
Everybody’s Talkin’Everybody’s Talkin’ handelt von einer Person, die an einem schönen Sommertag über Strand und Meer entlang der Sonne entgegengeht und, wenn man diese Person anreden will, sie die Menschen nicht versteht und nicht zuhört.
Prettiest EyesIn dem Songtext beschreibt ein gealterter Mann liebevoll die Krähenfüße um die Augen seiner Frau und erinnert sich für jede Falte/Linie an ein gemeinsames Erlebnis aus seinem Leben mit ihr: Die erste Linie an ihre erste gemeinsame Übernachtung, wobei eine Flasche Wein getrunken wurde, die zweite, als sie notgedrungen in einem Bushäuschen übernachtet haben, die dritte an eine Wette auf ein lahmendes Pferd und die vierte (und letzte) Linie an eine Übernachtung mit Sex in einem Park. Der Refrain beschreibt jeweils, wie lange sie schon liiert sind und sinngemäß, dass es an ihrem gealterten Aussehen nichts auszusetzen gibt.
Hooligans Don’t Fall in LoveIn Hooligans Don’t Fall In Love geht es um diverse Gruppierungen, die auf andere neidisch sind und daher ihnen böses tun, statt andere zu lieben.
Worthless LieWorthless Lie handelt von einem Mann, der in eine Frau verliebt ist, die er des Öfteren trifft. Als sie sich verabredet haben, geschieht ein Unfall und die Frau stirbt vor dessen Augen.
Hidden JukeboxDer Song handelt von der allgemeinen Denkfreiheit und Vorurteile gegenüber Minderheiten. Dabei wird die Botschaft übermittelt, dass die Musikbox empfiehlt, dass jeder mit dieser Nachricht allein singen sollte.
Hold Me Close (Underground)Das Stück handelt von Angewohnheiten bestimmter Personengruppen bzw. Kulturen, sogenannten „Untergrunden“. Letztendlich führt das Lied darauf hinaus, dass man sich wünscht, von seinem „Untergrund“, gehalten zu werden.
TattooDer Song handelt von einer traurigen Person, die sich tätowieren lassen will, aber das Motiv nicht weiß. Der Tättoowierer jedoch ist ungeduldig und verlangt zu wissen, was er tättoowieren soll. Schließlich kann sich der Partient nicht entscheiden und ihm wird das Wort „Bastard“ eintätowiert.
Mini-CorrectMini-Correct handelt von Kleinigkeiten, welchen Männern häufig gesagt werden, wie man sich zu verhalten hat. Dabei wirkt der Sänger diesem stets mit einer Antwort entgegen.
PoppyDer Song handelt von einem Soldaten im Weltkrieg, der alles tun muss, was ihm vom General befohlen wird. Dieser sieht alles über Video an und gibt dem Soldaten gemütlich Anweisungen.